# حكومة إسرائيل الثامنة

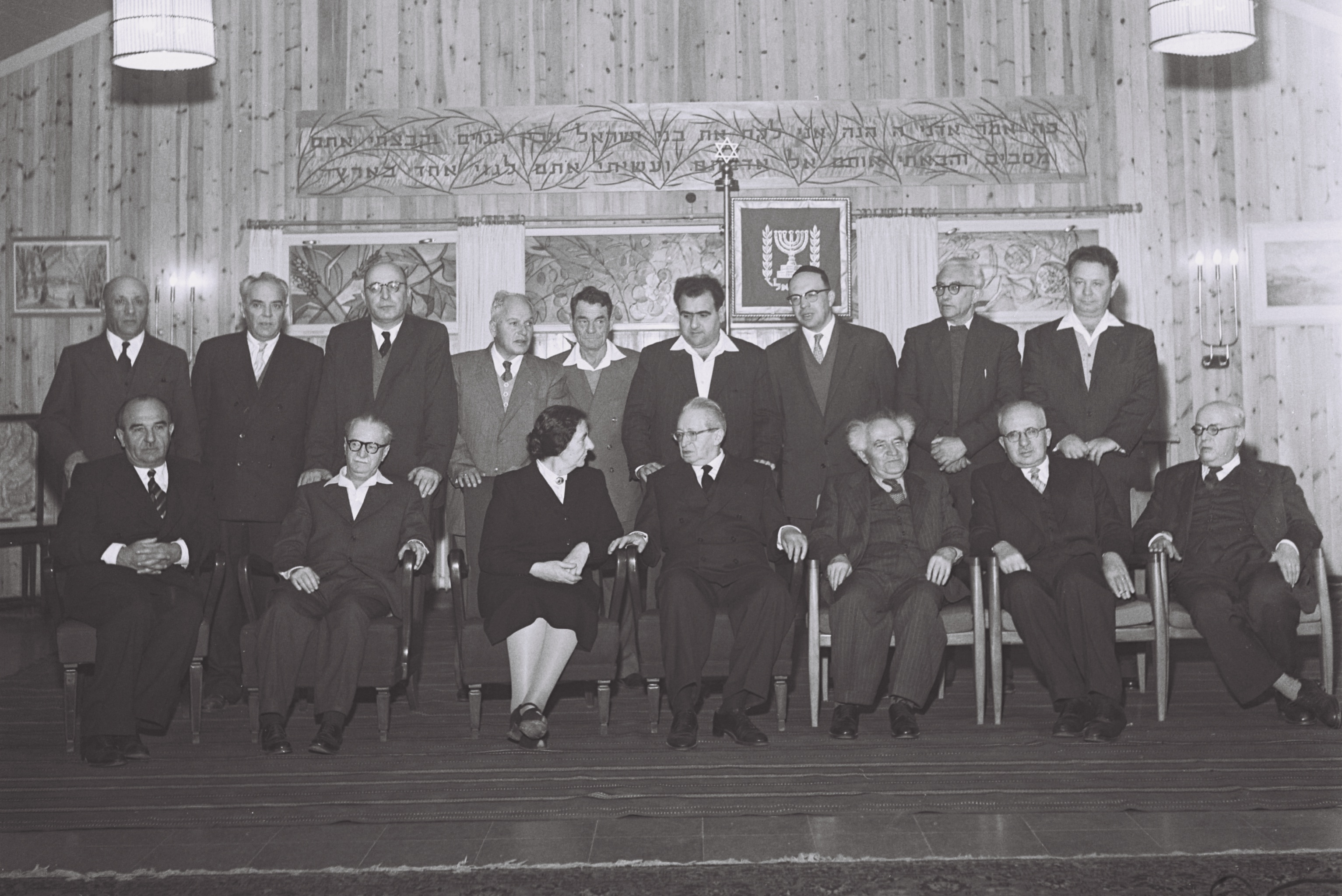
8 يناير 1958: وزراء الحكومة الثامنة مع رئيس إسرائيل. الجالسون من اليسار إلى اليمين: ليفي أشكول، يسرائيل بار - يهودا، غولدا مئير، الرئيس يتسحاق بن تسفي، دايفيد بن غوريون، بنحاس روزين، بيرتس نفتالي. الواقفون من اليسار إلى اليمين: مردخاي نمير، زلمان أران، بنحاس سابير، بشور شالوم شطريت، كاديش لوز، يسرائيل برزيلاي، يوسف بورغ، مردخاي بنتوف وموشيه كرمل

تم تشكيل الحكومة الثامنة بواسطة دافيد بن غوريون في 7 كانون الثاني 1958 بعد أسبوع على سقوط الحكومة السابعة في 31 كانون الأول 1957.